# Wiązogóra
Wiązogóra – dawna osada śródleśna w Polsce położona w województwie zachodniopomorskim, w powiecie koszalińskim, w gminie Świeszyno. Osada wchodziła w skład sołectwa Niedalino.
Osada zanikła, nazwę zniesiono 1 stycznia 2021 roku.
Według danych z końca grudnia 1999 roku osada miała jednego mieszkańca.
W latach 1975–1998 miejscowość administracyjnie należała do województwa koszalińskiego.